# Habenaria leonensis
Habenaria leonensis är en orkidéart som beskrevs av Friedrich Fritz Wilhelm Ludwig Kraenzlin, Théophile Alexis Durand och Schinz. Habenaria leonensis ingår i släktet Habenaria och familjen orkidéer. Inga underarter finns listade i Catalogue of Life.